# Tengyō no Ran

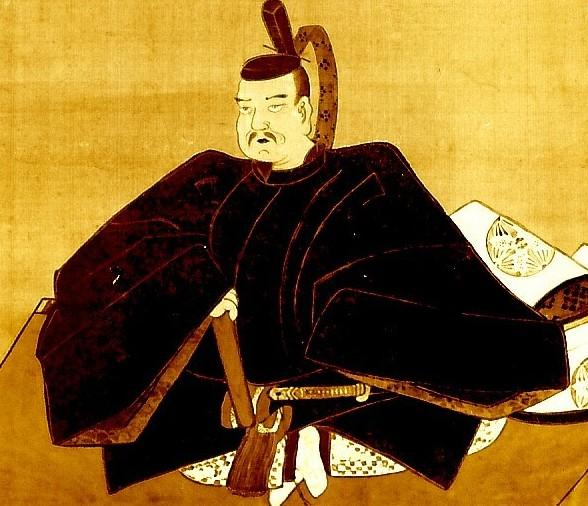
Taira no Masakado.

Le Tengyo no Ran (天慶の乱) (« guerre de l'ère Tengyō ») est un bref conflit qui s'est produit dans le Japon médiéval, et a vu Taira no Masakado se rebeller contre le gouvernement central. Il a été défait au bout de 59 jours et décapité le 25 mars 940.